# Челару (комуна)
Челару (рум. Celaru) — комуна у повіті Долж в Румунії. До складу комуни входять такі села (дані про населення за 2002 рік):
- Гіздевешть (1028 осіб)
- Маротіну-де-Жос (703 особи)
- Маротіну-де-Сус (765 осіб)
- Сорень (756 осіб)
- Челару (2119 осіб)

Комуна розташована на відстані 162 км на захід від Бухареста, 40 км на південний схід від Крайови.

## Населення
За даними перепису населення 2002 року у комуні проживала 5371 особа.
Національний склад населення комуни:
| Національність | Кількість осіб | Відсоток |
| -------------- | -------------- | -------- |
| румуни         | 5300           | 98,7%    |
| цигани         | 68             | 1,3%     |
| угорці         | 2              | < 0,1%   |
| німці          | 1              | < 0,1%   |

Рідною мовою назвали:
| Мова      | Кількість осіб | Відсоток |
| --------- | -------------- | -------- |
| румунська | 5326           | 99,2%    |
| циганська | 43             | 0,8%     |
| угорська  | 2              | < 0,1%   |

Склад населення комуни за віросповіданням:
| Релігія       | Кількість осіб | Відсоток |
| ------------- | -------------- | -------- |
| православні   | 5343           | 99,5%    |
| п'ятдесятники | 20             | 0,4%     |
| не релігійні  | 4              | 0,1%     |
| реформати     | 3              | 0,1%     |
| лютерани      | 1              | < 0,1%   |